# 保利华亿
中国保利华亿传媒文化有限公司，簡稱保利华亿，現時由香港上市公司的，華億傳媒有限公司旗下公司，是在2008年10月20日起，開始收購公司股權，現時經營投资拍摄了多部优秀影片。是在1996年成立。
總部位於北京市。董事會總裁為張長勝，拍攝電影製作方面，則有《十月圍城》（票房達至3億元人民幣）、《雪花秘扇》、《山楂樹之戀》、《卧虎藏龙》、《鬼子来了》、《荆轲刺秦王》、《孔雀》、《一个陌生女人的来信》、《茉莉花开》、《漂亮妈妈》、《绿茶》等。

## 連結
- MediaChina-Corp.com
- ent.sina.com.cn/f/polyasia/（页面存档备份，存于）